# The Poker House
The Poker House es una película dramática estadounidense de 2008 escrita y dirigida por Lori Petty, en su debut como directora.

## Sinopsis
Drama centrado en la vida de tres hermanas cuya vida estuvo marcada por la miseria, el abuso y la desidia. Viven con su madre Sarah, una prostituta adicta a las drogas, y su violento proxeneta, Duval. Cada noche, el sexo, las drogas y el juego pasan a formar parte de sus vidas, pues la casa se transforma en un prostíbulo repleto de desconocidos borrachos. El verdadero padre de las niñas, un predicador, solía golpear a su madre y a sus hijas. Hasta que un día a la policía  lo detiene.  Sarah, al no tener dinero,  se dedica a la prostitución y empieza  a consumir drogas para aliviar  su realidad. Poco después de cumplir 14 años, una de las hermanas, Agnes, es violada por Duval, quien luego le sugiere a Sarah  que la niña debería empezar a trabajar para él. Cuando Agnes, desolada, está intentando olvidar el terrible suceso, aparece su madre. Esperando recibir un abrazo, tan solo obtiene una respuesta sin sentido de una borracha. Pero Agnes no está dispuesta a dejar que su madre y Duval destrocen su vida y la de sus hermanas.

## Reparto
- Jennifer Lawrence Como Agnes.
- Selma Blair Como Sarah.
- Chloë Grace Moretz Como Cammie.
- Bokeem Woodbine Como Duval.
- Sophi Bairley Como Bee.
- Danielle Campbell Como Darla.
- David Alan Grier Como Stymie.
- Casey Tutton Como Sheila.

## Recepción
The Poker House ha recibido críticas positivas. En la revisión en Rotten Tomatoes informa que el 80% de los críticos han dado a la película una crítica positiva basada en 5 comentarios, con una puntuación media de 6,2/10, lo que hace la película catalogada como "fresca" según el sistema de calificación de la página web Rotten Tomatoes.
- Datos: Q3522268